# Borneo-Hörnchen
Das Borneo-Hörnchen (Rheithrosciurus macrotis) ist eine Art der Baumhörnchen, die endemisch auf der Insel Borneo ist.

## Merkmale
Das Borneo-Hörnchen ist ein auffallend großes Hörnchen: Seine Kopfrumpflänge beträgt 40 cm, hinzu kommen 30 cm Schwanz. Es ist oberseits rotbraun gefärbt. An der Flanke verlaufen zunächst ein weißer und darunter ein dunkelbrauner Längsstreifen. Das Gesicht ist grau, die Unterseite weißlich. Der Schwanz ist sehr buschig. Er hat ein 30 % größeres Volumen als das restliche Tier.
Einheimische berichten, dass das Borneo-Hörnchen immer wieder Jagd auf die größeren Muntjaks machen würde. Das Hörnchen lasse sich dabei von niedrigen Ästen auf den Hirsch fallen und beiße ihm die Halsschlagader durch. Danach fresse das Borneo-Hörnchen nur den Mageninhalt, Herz und Leber, lasse aber den restlichen Kadaver liegen. In der Wissenschaft gilt dieses Ernährungsverhalten aber als ausgeschlossen, da es sich zu sehr von dem aller verwandten Arten unterscheidet. Stattdessen fressen die Hörnchen vor allem sehr harte Samen, darunter die der Baumart Canarium decumanum, Samen, die so hart sind, dass selbst Menschen mit Hämmern Schwierigkeiten haben diese aufzubrechen. Dazu besitzen die Borneo-Hörnchen lange, mit gesägten Rändern ausgestattete Schneidezähne.

## Verbreitung und Ernährung

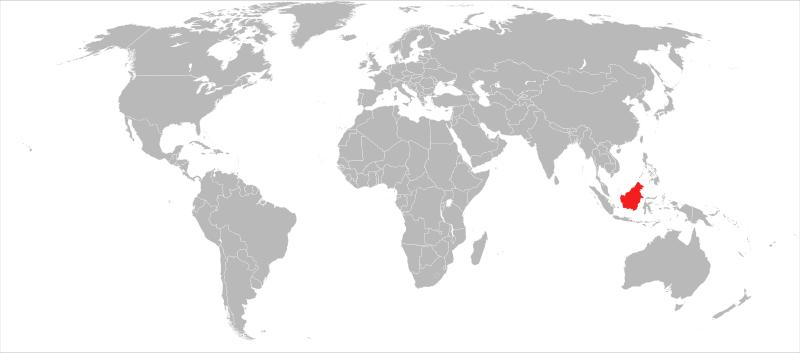
Verbreitungsgebiet

Der Lebensraum dieses Tiers besteht aus ebenem bis hügeligem, ungestörten tropischen Regenwald. Das Borneo-Hörnchen kommt dort bis in Höhen von 1100 Metern über dem Meeresspiegel vor. Seltener wird es in Sekundärwäldern, in Gärten oder in der Nähe von Siedlungen gesehen. Seine Nahrung sucht es vor allem am Boden und im unteren Kronendach, wobei es den Schwanz meist hoch über dem Kopf hält. Es ernährt sich von Früchten, Nüssen, Samen und Insekten. Bei der Nahrungssuche in Baumkronen versuchen die Borneo-Hörnchen nicht die Begegnung mit Makaken zu vermeiden und suchen oft sogar im selben Baum.

## Systematik
Das Borneo-Hörnchen wurde 1856 von John Edward Gray als Sciurus macrotis aus der Region Sarawak im malaiischen Teil der Insel Borneo beschrieben. Zehn Jahre später beschrieb er die Gattung Rheithrosciurus und ordnete das Borneo-Hörnchen in diese ein. Bis heute ist es die einzige Art der damit monotypischen Gattung. Meistens wird das Borneo-Hörnchen den Baumhörnchen zugeordnet, wäre damit aber das einzige echte Baumhörnchen der Orientalischen Region, die ansonsten von den Unterfamilien der Schön- und Riesenhörnchen dominiert wird.
Die Zuordnung des Borneo-Hörnchens ist etwas umstritten, da seine Schädelform von der anderer Hörnchen abweicht: Sie ist breiter und flacher. In den Schneidezähnen befinden sich jeweils sieben bis zehn schlitzförmige Rillen, die ebenfalls einmalig sind.

## Belege
1. 1 2  Erik Stokstad:  'Vampire' squirrel has world's fluffiest tail, 30. Juni 2014, Science Magazine, abgerufen am 5. Juli 2014.
2. 1 2  J.L. Koprowski, E.A. Goldstein, K.R. Bennett, C. Pereira Mendes: Morphological Aspects. In: Don E. Wilson, T.E. Lacher, Jr., Russell A. Mittermeier (Herausgeber): Handbook of the Mammals of the World: Lagomorphs and Rodents 1. (HMW, Band 6) Lynx Edicions, Barcelona 2016, ISBN 978-84-941892-3-4, S. 656.
3. ↑  Janet Fang: Killer Squirrel has World's Bushiest Tail, 1. Juli 2014, I fucking love Science, abgerufen am 5. Juli 2014.
4. ↑  Daniel Lingenhöhl: Erstmals seltenes "Vampir"-Hörnchen gefilmt Spektrum der Wissenschaft vom 4. September 2015, abgerufen am 5. September 2015
5. ↑  Daniel Lingenhöhl: Was die »Vampirhörnchen« tatsächlich fressen Spektrum der Wissenschaft vom 25. September 2020, abgerufen am 26. September 2015
6. 1 2  J.L. Koprowski, E.A. Goldstein, K.R. Bennett, C. Pereira Mendes: Genus Callosciurus. In: Don E. Wilson, T.E. Lacher, Jr., Russell A. Mittermeier (Hrsg.): Handbook of the Mammals of the World: Lagomorphs and Rodents 1. (HMW, Band 6) Lynx Edicions, Barcelona 2016, ISBN 978-84-941892-3-4, S. 755–756.
7. ↑  Rheithrosciurus In: Richard W. Thorington Jr., John L. Koprowski, Michael A. Steele: Squirrels of the World. Johns Hopkins University Press, Baltimore MD 2012; S. 36–37. ISBN 978-1-4214-0469-1